# テンテコマイ

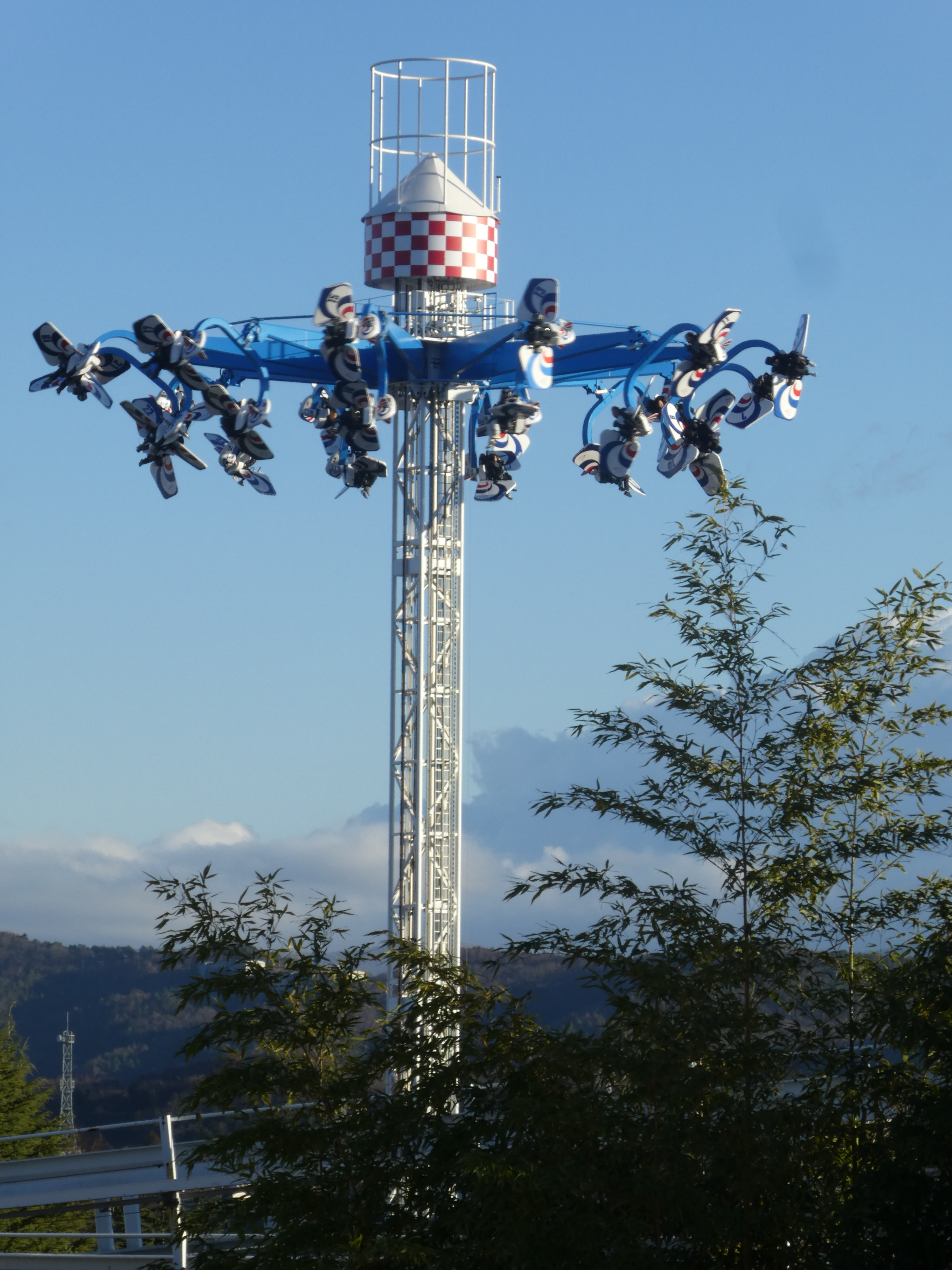
テンテコマイ

テンテコマイ（TENTEKOMAI）は、富士急ハイランドにあるタワー型回転アトラクション。2016年7月16日開業。キャッチコピーは「お好きに遊ばせ。」。

## 概要
高さ39メートルの鉄塔の周囲を、1人乗りの飛行機型のライドに乗って32メートルの高さまで上昇し水平旋回する。更にはライドの左右に付いている翼を互い違いにタイミング良く動かす事によりライドが左右に揺れ、最終的には360度きりもみ回転させる事が可能。1度回転し始めたら翼を傾けた状態でキープすれば連続回転させる事ができ、正に「テンテコマイ」な状態になるとの事。絶叫系アトラクションの導入は、2011年開業の高飛車以来となる。
ライドは翼に受けた風の抵抗によって回転する仕組みの為、風の強さや向きによって回転数が変化する。回転数はライド毎に計測されており、最後にスタッフが「ベスト・オブ・テンテコマイ」として最も回転したライドの番号と回転数を発表していたが、2019年未明より荷物置き場にライド毎に回転数が表示されるモニターが設置された為発表は無くなった。2021年5月現在の最高記録は115回となっている。
2016年8月11日より、最高記録を更新した場合は「回転数×1,000円分」の賞金が貰えるイベントが開催されていた。貰える金額は最高10万円。アトラクション利用チケットの場合は回転数に関係なく最高46,000円。なお、記録更新しなくても上位5位以内に入れば富士急ハイランドフリーパス割引券が貰えた。2017年2月28日終了。イベント開催時の最高記録は70回。
2016年10月より、ルーレットが示した数字とピッタリ同じ回転数だった場合、回転数に応じた賞品が貰えるイベントが開催されていた。2017年2月28日終了。回転数と賞品は以下の通り。
- 10回転：テンテコマイクリアファイル
- 20回転：テンテコマイステッカー
- 30回転：テンテコマイ扇子
- 40回転：ふじやま温泉入館券
- 50回転：富士急ハイランドフリーパス引換券

2017年3月1日より、乗客全員の合計回転数に応じた賞品が貰えるイベントが開催されていた。2017年4月20日終了。回転数と賞品は以下の通りだが、富士急賞は1度も出ていない。
- キリ番賞（10回転以降10回置きの回転数）：テンテコマイステッカー
- 超キリ番賞（100回転以降100回置きの回転数）：ふじやま温泉入館券
- 超ゾロ目賞（111回転以降111回置きの回転数）：富士急ハイランドフリーパス引換券
- 富士急賞（1000回）：上記全商品とテンテコマイ法被（着るとテンテコマイを優先利用できる）

2017年6月17日より、「艦隊これくしょん -艦これ-」のイベント『「艦これ」鎮守府瑞雲祭り in 富士急ハイランド泊地』が開催。各ライドに瑞雲のラッピングが施され、乗車毎に最も回転した場合はオリジナルポストカードが貰えた。2017年7月30日終了。

## スペック
- タワー高さ：地上39m
- 最高到達地点：地上32m
- 最大回転直径：18m
- 最高速度：40km/h
- 所要時間：約3分
- 乗車定員：最大24名（1人乗り×24台）
- 乗車規定：身長130cm以上　年齢65歳未満
- 料金：1,500円
- 総工費：約7億5000万円
- 製造メーカー / 製品名：Gerstlauer（独） / Sky Roller

## その他
- テンテコマイのライドは、富士飛行社が開発した訓練用機(舞鶴229)という設定となっており、富士飛行社の待ち列に設置されたモニターにて紹介されている。また、アトラクション本編の映像には同じ型の飛行機（絵柄は異なる）が登場する。
- テンテコマイの待ち列及び公式サイトで見られる、実際に乗車している操縦方法の動画は、極楽パイロットの待ち列に設置されたモニターにも流れている。
- テンテコマイの待ち列のモニターからは「トム・フライト教官」が登場し、操縦方法を教えてくれる。時々「どこぞの遊覧飛行とは訳が違う」といった発言をする。
- テンテコマイのCMでは、5人の舞妓（通称「テンテコ舞妓」）に扮した女性ダンサーが、アクロバティックなダンスを披露している。また、三味線を弾く芸妓として、女道楽師の内海英華が出演している。
- ライドに付いている翼の角度、及び座席の高さ調整による回転軸を変更する事が可能であり、2017年3月よりテンテコマイにて外側の座席の翼の角度が大きく(内側と同じ)、座席が高くなった。